# 2014年亚洲自行车锦标赛

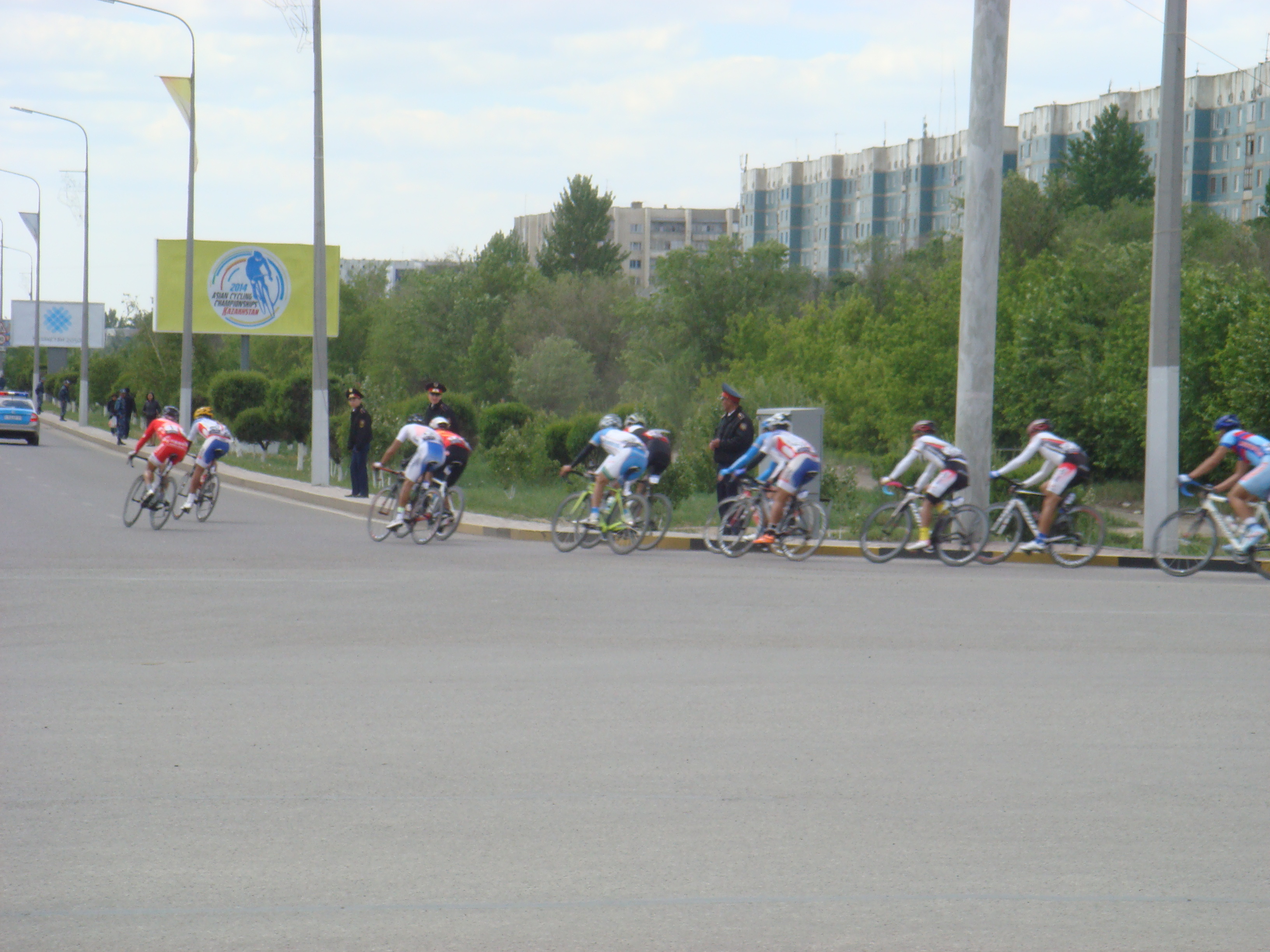
2014年亚洲自行车锦标赛公路赛部分在卡拉干達进行

2014年亚洲自行车锦标赛是第34届亚洲自行车锦标赛，于2014年5月21日至6月1日在哈萨克斯坦进行，其中公路赛部分在卡拉干達进行，场地赛部分则在阿斯塔纳进行。这是哈萨克斯坦首次主办亚洲自行车锦标赛。

## 奖牌得主

### 公路赛

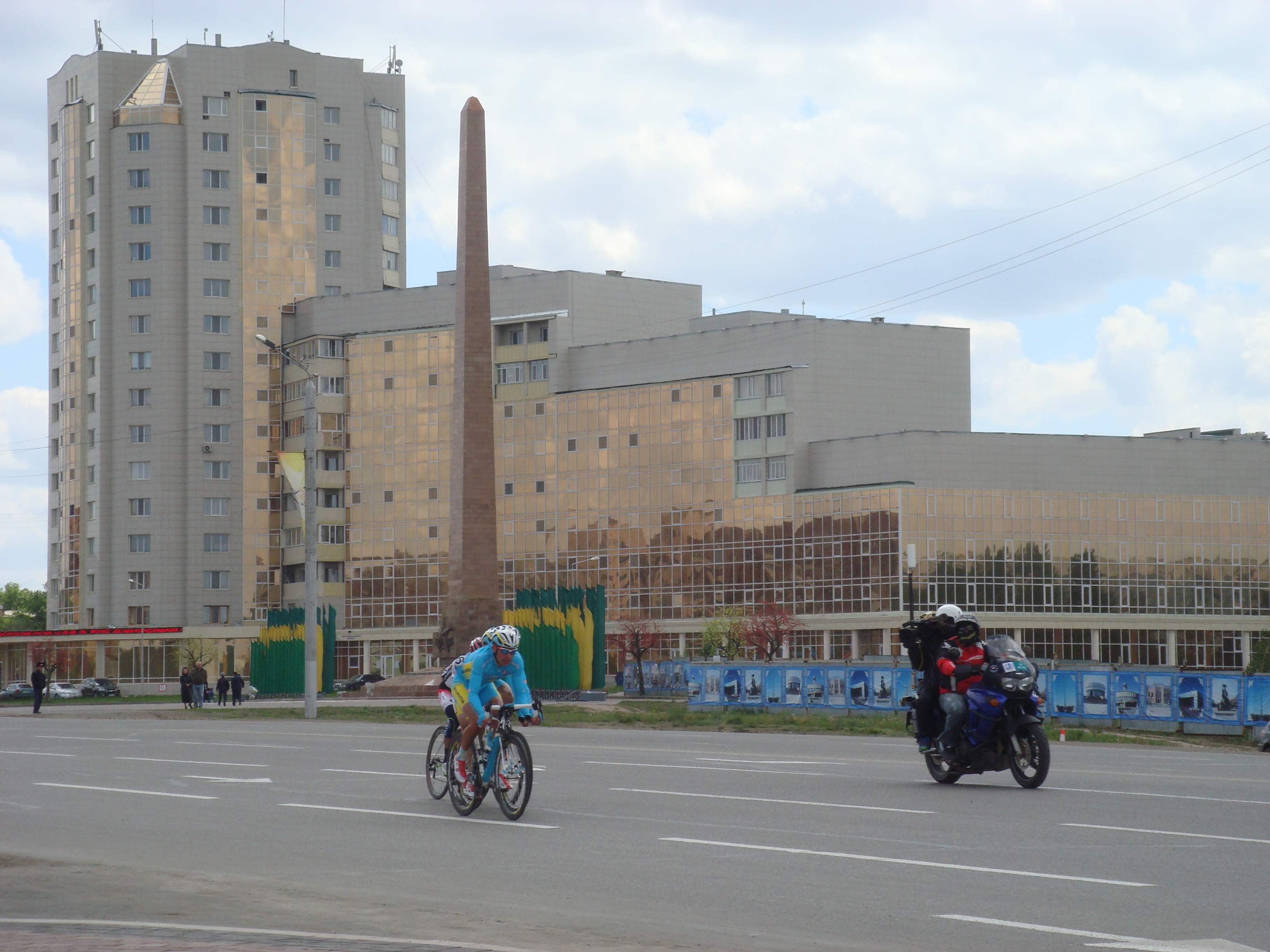

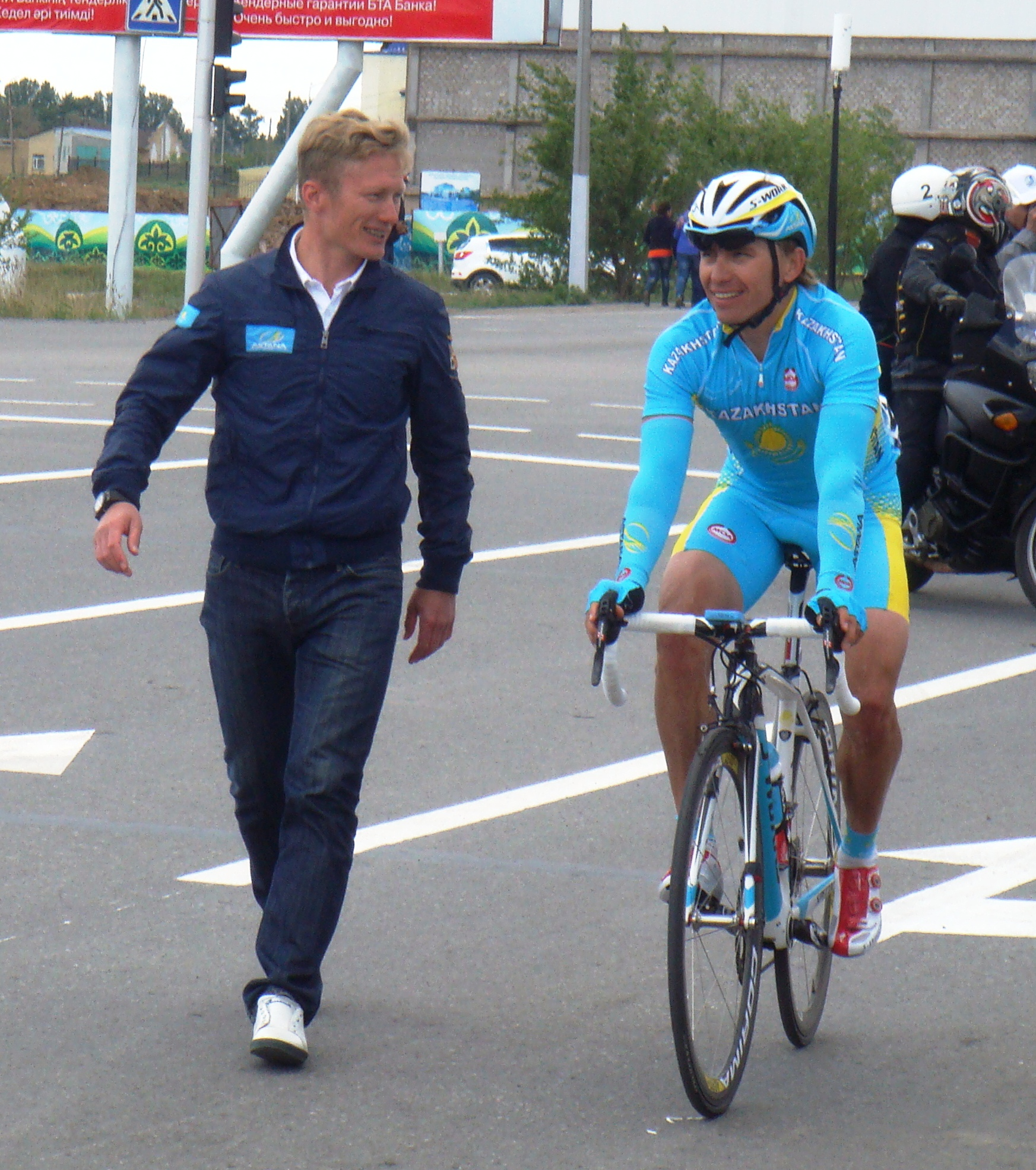
亚历山大·维诺库罗夫

#### 男子
| 项目       | 金牌                                 | 银牌                                | 铜牌                                |
| 公路赛     | Ruslan Tleubayev · 哈萨克斯坦（KAZ） | Maxim Iglinskiy · 哈萨克斯坦（KAZ） | Dmitriy Gruzdev · 哈萨克斯坦（KAZ） |
| 个人计时赛 | Dmitriy Gruzdev · 哈萨克斯坦（KAZ）  | 尤金·瓦克 · 吉尔吉斯斯坦（KGZ）     | 崔亨敏 · 韩国（KOR）                |

#### 女子
| 项目       | 金牌                     | 银牌                     | 铜牌                                     |
| 公路赛     | 蕭美玉 · 中華臺北（TPE） | 刁小娟 · 中國香港（HKG） | 具圣恩 · 韩国（KOR）                     |
| 个人计时赛 | 罗雅凛 · 韩国（KOR）     | 與那嶺惠理 · 日本（JPN） | Tüvshinjargalyn Enkhjargal · 蒙古（MGL） |

### 场地赛

#### 男子
| 项目        | 金牌                                        | 银牌                                                | 铜牌                                           |
| 个人竞速赛  | 阿茲祖哈斯尼阿旺 · 马来西亚（MAS）          | 中川誠一郎 · 日本（JPN）                            | 姜棟珍 · 韩国（KOR）                           |
| 1公里计时赛 | 林採斌 · 韩国（KOR）                        | 胁本雄太 · 日本（JPN）                              | 胡樂雋 · 中國香港（HKG）                       |
| 竞轮赛      | 胁本雄太 · 日本（JPN）                      | 阿茲祖哈斯尼阿旺 · 马来西亚（MAS）                  | 林採斌 · 韩国（KOR）                           |
| 个人追逐赛  | 林載淵 · 韩国（KOR）                        | 袁中 · 中国（CHN）                                  | Behnam Khosroshahi · 伊朗（IRI）               |
| 记分赛      | 張敬樂 · 中國香港（HKG）                    | 馮俊凱 · 中華臺北（TPE）                            | Mohammad Rajabloo · 伊朗（IRI）                |
| 集体出发赛  | 趙浩成 · 韩国（KOR）                        | Behnam Khosroshahi · 伊朗（IRI）                    | 馮俊凱 · 中華臺北（TPE）                       |
| 全能赛      | 刘浩 · 中国（CHN）                          | 桥本英也 · 日本（JPN）                              | 張敬樂 · 中國香港（HKG）                       |
| 麦迪逊赛    | 中國香港（HKG） · 張敬樂 · 梁峻榮           | （KAZ） · Nikita Panassenko · Pavel Gatskiy         | （KOR） · 張仙載 · 朴建右                      |
| 团体竞速赛  | （KOR） · 姜棟珍 · 林採斌 · 孫制用          | 中國（CHN） · 胡珂 · 徐超 · 包赛飞                  | 日本（JPN） · 中川誠一郎 · 渡邊一成 · 新田祐大 |
| 团体追逐赛  | 中國（CHN） · 师涛 · 袁中 · 秦晨路 · 沈平安 | 中國香港（HKG） · 張敬煒 · 張敬樂 · 梁峻榮 · 胡樂雋 | （KOR） · 張仙載 · 朴建右 · 朴善皓 · 趙浩成    |

#### 女子
| 项目        | 金牌                                            | 银牌                                        | 铜牌                                              |
| 个人竞速赛  | 林俊红 · 中国（CHN）                            | 钟天使 · 中国（CHN）                        | 李慧詩 · 中國香港（HKG）                          |
| 500米计时赛 | 李慧詩 · 中國香港（HKG）                        | 李惠珍 · 韩国（KOR）                        | 法特哈·穆斯塔法 · 马来西亚（MAS）                 |
| 竞轮赛      | 李慧詩 · 中國香港（HKG）                        | 金元境 · 韩国（KOR）                        | 钟天使 · 中国（CHN）                              |
| 个人追逐赛  | 敬亚莉 · 中国（CHN）                            | 逄瑤 · 中國香港（HKG）                      | 罗雅凛 · 韩国（KOR）                              |
| 记分赛      | 中村妃智 · 日本（JPN）                          | Chanpeng Nontasin · 泰国（THA）             | Jupha Somnet · 马来西亚（MAS）                    |
| 集体出发赛  | 黄冬艳 · 中国（CHN）                            | 楊倩玉 · 中國香港（HKG）                    | 曾筱嘉 · 中華臺北（TPE）                          |
| 全能赛      | 罗晓玲 · 中国（CHN）                            | 蕭美玉 · 中華臺北（TPE）                    | 李敏慧 · 韩国（KOR）                              |
| 团体竞速赛  | 中國（CHN） · 钟天使 · 林俊红                   | （KOR） · 金元境 · 李惠珍                   | 日本（JPN） · 前田佳代乃 · 石井贵子               |
| 团体追逐赛  | 中國（CHN） · 敬亚莉 · 赵宝芳 · 黄冬艳 · 姜吻吻 | （KOR） · 罗雅凛 · 金裕离 · 李敏慧 · 李珠美 | 中國香港（HKG） · 楊倩玉 · 逄瑤 · 孟昭娟 · 黃蘊瑤 |

## 奖牌榜
```

```

  *   主办国家/地区
| 排名                      | 国家 / 地区               | 金牌 | 銀牌 | 銅牌 | 总计 |
| ------------------------- | ------------------------- | ---- | ---- | ---- | ---- |
| 1                         | 中國                      | 8    | 3    | 1    | 12   |
| 2                         |                           | 5    | 4    | 8    | 17   |
| 3                         | 香港                      | 4    | 4    | 4    | 12   |
| 4                         | 日本                      | 2    | 4    | 2    | 8    |
| 5                         | *                         | 2    | 2    | 1    | 5    |
| 6                         | 中華臺北                  | 1    | 2    | 2    | 5    |
| 7                         | 马来西亚                  | 1    | 1    | 2    | 4    |
| 8                         | 伊朗                      | 0    | 1    | 2    | 3    |
| 9                         |                           | 0    | 1    | 0    | 1    |
| 9                         | 泰國                      | 0    | 1    | 0    | 1    |
| 11                        | 蒙古国                    | 0    | 0    | 1    | 1    |
| 总计（共11个国家 / 地区） | 总计（共11个国家 / 地区） | 23   | 23   | 23   | 69   |